# Gallium(I)oxide
Gallium(I)oxide, ook bekend onder de namen galliumsuboxide en digalliummonoxide is een anorganische verbinding van gallium en zuurstof met de formule {\displaystyle {\ce {Ga2O}}}.

## Synthese
Gallium(I)oxide kan op verschillende manieren verkregen worden:
- door gallium(III)oxide in vacuüm te verhitten met metallisch gallium:[3]

{\displaystyle {\ce {Ga2O3\ +\ 4Ga\longrightarrow \ 3Ga2O}}}
- door metallisch gallium in vacuüm bij 850 °C te laten reageren met koolstofdioxide:[4]

{\displaystyle {\ce {2Ga\ +\ CO2\ \longrightarrow \ Ga2O\ +\ CO}}}
- Gallium(I)oxide is een bijproduct in the productie van galliumarsenide-wafers:[5][6]

{\displaystyle {\ce {4Ga\ +\ SiO2\ \longrightarrow \ 2Ga2O\ +\ Si}}}

## Eigenschappen
Gallium(I)oxide is een bruin-zwart diamagnetische vaste stof, die in droge lucht bestand is tegen verdere oxidatie. Bij temperaturen boven de 500 °C gaat de stof ontleden. De ontledingssnelheid is afhankelijk van de atmosfeer (vacuüm, inert gas, lucht) waarin de reactie plaatsvindt.